# Élections municipales monégasques de 1995
Les élections municipales monégasques de 1995 se déroulent le 19 février 1995 à Monaco afin de renouveler les 15 membres du Conseil communal.
La liste L'évolution communale, à la tête du conseil depuis les élections précédentes en 1991, remporte à nouveau la totalité des sièges avec plus de 72 % des voix. Anne-Marie Campora est réélue maire de Monaco.

## Mode de scrutin
Le Conseil communal de l'unique commune de Monaco est composé de 15 sièges dont les membres sont élus pour quatre ans selon un mode de scrutin de liste plurinominal majoritaire à deux tours dans une unique circonscription électorale. Les électeurs votent pour autant de candidats que de sièges à pourvoir, avec la possibilité d'un panachage en rayant ou en ajoutant des noms sur les listes proposées. Les candidats ayant réuni la majorité absolue du nombre de votants au premier tour avec le plus de voix sont élus. Si ceux ci sont moins de quinze, un second tour est organisé deux semaines plus tard entre les candidats restant. Les second tours sont néanmoins très peu fréquent. Depuis le début des années soixante, ce cas de figure n'est arrivé que trois fois, en 1967, 1979 et 1991. À la suite des élections, le conseil communal élit le maire en son sein.

## Conditions de candidature
Sont éligibles les électeurs âgés d'au moins vingt et un ans et ayant la nationalité monégasque depuis au moins cinq ans. Le cumul des mandats avec le Conseil national de Monaco est autorisé.

## Résultats
Chaque électeur étant doté de plusieurs voix, le total de ces dernières est largement supérieur au total des inscrits.
| Listes                   | Listes                    | Voix   | %    | Sièges | +/-           |
| ------------------------ | ------------------------- | ------ | ---- | ------ | ------------- |
|                          | L'évolution communale     | 32 472 | 72,4 | 15     | 7             |
|                          | Ensemble pour notre ville | 12 384 | 27,6 | 0      | Nv            |
| Total des voix           | Total des voix            | 44 856 | 100  | 15     | en stagnation |
|                          |                           |        |      |        |               |
| Suffrages exprimés       | Suffrages exprimés        | 3 151  | 96,1 |        |               |
| Votes blancs             | Votes blancs              | 23     | 0,7  |        |               |
| Votes invalides          | Votes invalides           | 104    | 3,2  |        |               |
| Total des votants        | Total des votants         | 3 278  | 100  |        |               |
| Abstentions              | Abstentions               | 1 440  | 20,5 |        |               |
| Inscrits / participation | Inscrits / participation  | 4 929  | 69,5 |        |               |